# 11-es busz (Miskolc)
A miskolci 11-es busz a Búza tér és Bábonyibérc kapcsolatát látja el. Egyedi Y útvonalú járat. Összesen 14 megállóval rendelkezik. A Búza tértől a Bábonyibércig az Árok utcán lévő megállók érintésével közlekedik.
A két állomás közti távot odafelé 17 perc alatt, visszafelé 14 perc alatt teszi meg.

## Története
- 1972. augusztus 20.–1983. május 31.: Búza tér – Bábonyibérc
- 1983. június 1.–1993. március 31.: Gömöri pályaudvar – Bábonyibérc
- 1993. április 1.–: Búza tér – Bábonyibérc
  - 2006. április 5-étől az Árok utcát is érinti.

## Követési ideje
Hétköznap reggel 20,délután fél óránként,többi időszakban 40-60 percenként közlekedik.
Hétvégén egész nap óránként közlekedik.

## Útvonala
| Búza tér ⇒ Bábonyibérc | Bábonyibérc ⇒ Búza tér |
| --- | --- |
| Búza tér vá. – Szeles utca – Madarász Viktor utca – Batthyány Lajos utca – Deák Ferenc tér – Palóczy László utca – Dózsa György út – Árok utca – Feszty Árpád utca – Bábonyibérc, aut.-ford. | Bábonyibérc, aut.-ford. – Feszty Árpád utca – Dózsa György utca – Palóczy László utca – Deák Ferenc tér – Hősök tere – Kazinczy Ferenc utca – Szeles utca – Ady Endre utca – Szeles utca – Búza tér vá. |

## Megállóhelyei
| 0  | Búza tér végállomás    | 14 | 1, 3, 3A, 4, 7, 20, 20A, 20B, 24, 28, 32, 43, 44, 45, 101B Volánbusz |
| ∫  | Petőfi tér             | 11 | 1, 12, 14, 20, 34, 36, 54, 101B                                      |
| 3  | Kazinczy Ferenc utca   | 9  | 34                                                                   |
| 4  | Szemere-kert           | 7  | 34                                                                   |
| 7  | Forrásvölgy utca       | ∫  |                                                                      |
| 9  | Pintes utca            | ∫  |                                                                      |
| 10 | Sellő utca             | ∫  |                                                                      |
| 12 | Balázsdiák utca        | ∫  |                                                                      |
| 13 | Árok utca              | ∫  |                                                                      |
| ∫  | Szent László utca      | 4  |                                                                      |
| 14 | Tinódi utca            | 2  |                                                                      |
| 15 | Marjalaki utca         | 1  |                                                                      |
| 16 | Nimród utca            | ∫  |                                                                      |
| 17 | Bábonyibérc végállomás | 0  |                                                                      |